# Ochthebius costatellus
Ochthebius costatellus es una especie de escarabajo del género Ochthebius, familia Hydraenidae. Fue descrita científicamente por Reitter en 1897.
Se distribuye por Rusia (en Siberia). Mide 1,8 milímetros de longitud y su edeago es de 0,38 milímetros.